# P-A Larsson
Per Arne (P-A) Larsson, född 5 december 1943, är en svensk musikproducent och musiker (trummor) bosatt i Klacka-Lerberg, Nora.
Larsson driver Arania music studio, där bland andra Billey Shamrock, Kurt Dahl, Sebastian Flodenberg (tidigare Sundblad), Peter Wemö, Thomas Wahlström, Erik Marcusson, Rune Carlsson och Guilherme de Carvalho från São Tomé e Principe spelat in skivor. På 1970-talet turnerade han med Arne Ljusberg. Några år bodde han i São Tomé och Príncipe i Afrika. Här var Larsson med och bildade gruppen Grupo Tempo. Han turnerade tillsammans med gruppen i Portugal, Norge och Sverige. Numera är Larsson tillbaka som boende i Klacka-Lerberg, Nora. 
Under sommaren 2006 arrangerade och producerade han turnén Låtbåten 2006. Där deltog Lasse Tennander, Jack Vreeswijk, Jan Åström tillsammans med Billey Shamrock, Sebastian Sundblad, Thomas Thimour, Samuel Trygger, Rolf Andersson, Eric Holmgren, Pyret Moberg, Pierre Ström, Ulf Nilsson och Krister Ulvenhoff. Alla finns representerade på en 47 minuter lång special-CD som gjordes i 200 numrerade exemplar.
Larsson producerar sedan 2008 föreställningarna "Över Konunga-Stollen" i Gruvparken i Klacka-Lerberg. Det är en av Bergslagens spektakulära föreställningar utomhus sommarkvällar.
Förutom musiker, trumslagare och producent är P-A Larsson också bildkonstnär och utbildad maskinkonstruktör.